# みなとじま駅
みなとじま駅（みなとじまえき）は、兵庫県神戸市中央区港島中町四丁目（ポーアイ1期地区）に位置する神戸新交通ポートアイランド線（ポートライナー）の駅である。駅番号はP05。駅周辺に多くの大学のキャンパスが立地することにちなみ「キャンパス前」の副駅名がある。

## 歴史
- 1981年（昭和56年）2月5日：ポートアイランド線の開業に伴い、市民病院前駅（しみんびょういんまええき）として開業する[1]。
- 1995年（平成7年）
  - 1月17日：阪神・淡路大震災により営業を全線休止する。
  - 5月22日：中公園駅 - 南公園駅 - 北埠頭駅間の復旧に伴い営業を再開する（全線復旧は7月31日）。
- 2004年（平成16年）
  - 11月20日・21日：神戸空港方面への延伸工事に伴う軌道切替工事により、営業を全線終日休止する。
  - 11月22日：新1番線ホームの使用を開始し、旧ホームの使用を休止する。同時に、1階改札口が使用を開始する。2階改札口は全線終日休止する前日の19日に使用を休止していた。
- 2005年（平成17年）9月10日・11日：神戸空港方面への延伸工事に伴う軌道切替工事により、営業を全線終日休止する。
- 2006年（平成18年）2月2日：神戸空港駅への複線化・延伸開業に伴い、使用休止中の旧ホームは2番線へ改称し、2番線の使用を再開する。
- 2008年（平成20年）4月1日：命名権スポンサー契約により「キャンパス前」の副駅名が付けられる。契約期間は3年間[2][3]。
- 2011年（平成23年）7月1日：神戸市立医療センター中央市民病院の移転に伴い、駅名をみなとじま駅に改称する（副駅名の「キャンパス前」は継続して使用される）[1][4][5]。

## 駅構造
相対式ホーム2面2線を持つ高架駅である。分岐器や絶対信号機を持たないため、停留所に分類される。一部時間帯で駅員が配置されている。
駅舎は、1階がコンコース、2階がプラットホーム。2番線ホームにはポートアイランド病院と直結する改札口があり、軌道切替工事前は改札口はここのみであった。改札内にはエレベーター、エスカレーター、多目的トイレ、AEDなどがある。1階の改札前から道路を挟んだ駅東側の住宅地まで歩道橋によって結ばれている。
開業当初は、現在の2番線にあたるホーム（当時は番線表記なし）のみの片面1面1線で、北埠頭方向のみ（案内は三宮行き）の一方通行であった。神戸空港延伸事業による複線化で現在の1番線ホームにあたるホームが増設されている。

### のりば
| 番線 | 路線            | 行先                 |
| ---- | --------------- | -------------------- |
| 1    | ■ポートライナー | 神戸空港・北埠頭方面 |
| 2    | ■ポートライナー | 三宮方面             |

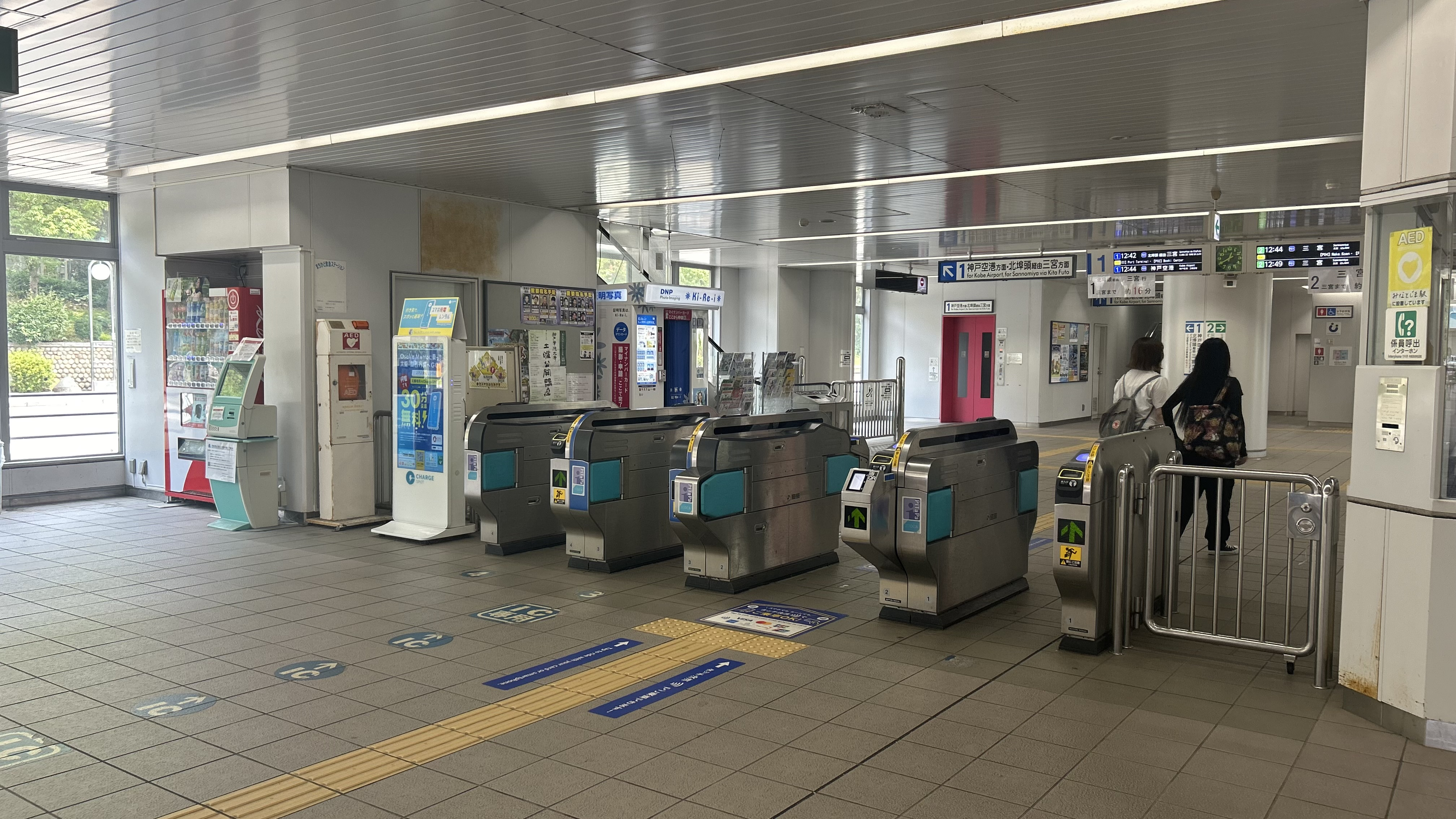
1階改札口
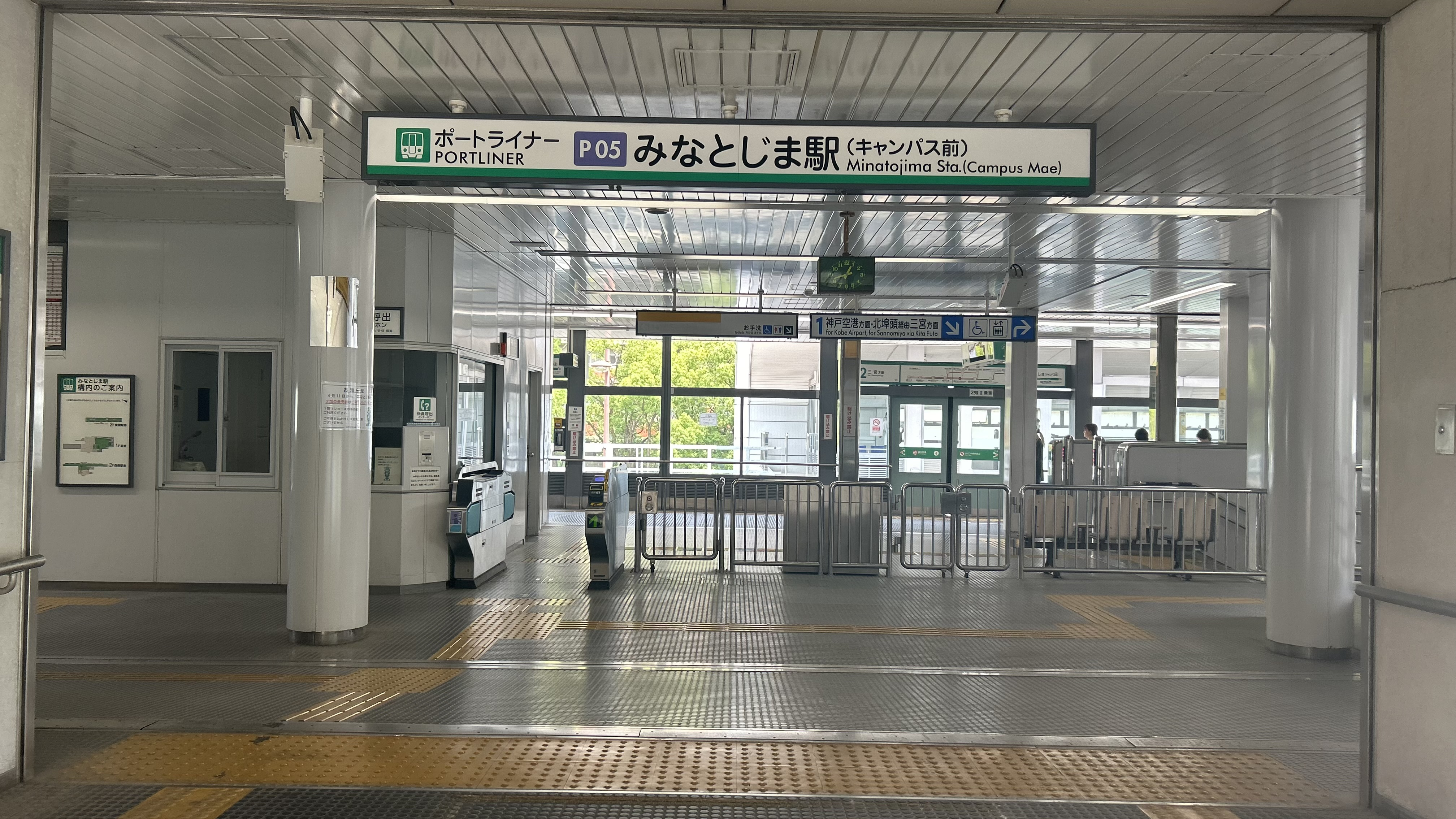
2階出入口
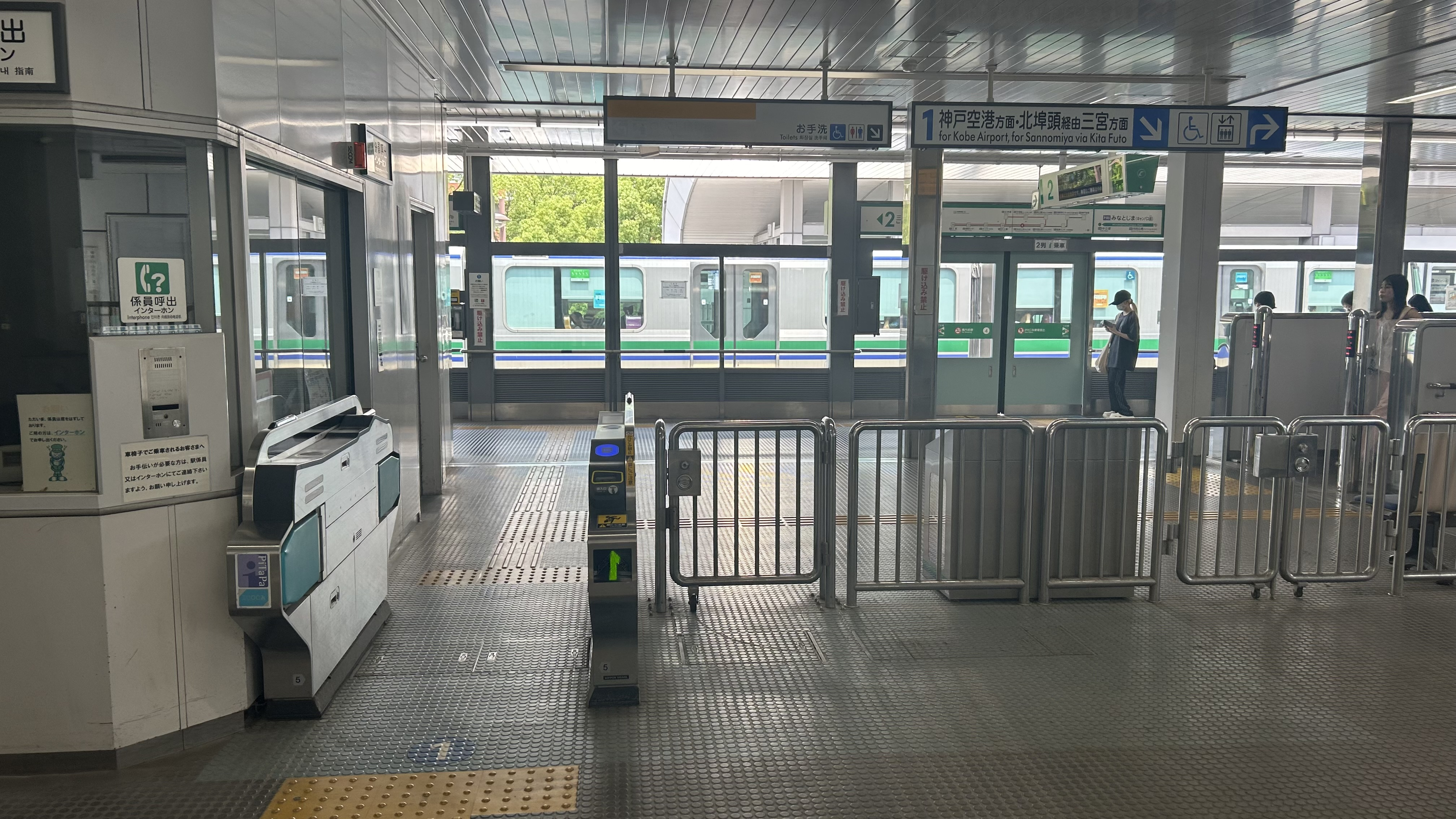
2階改札口
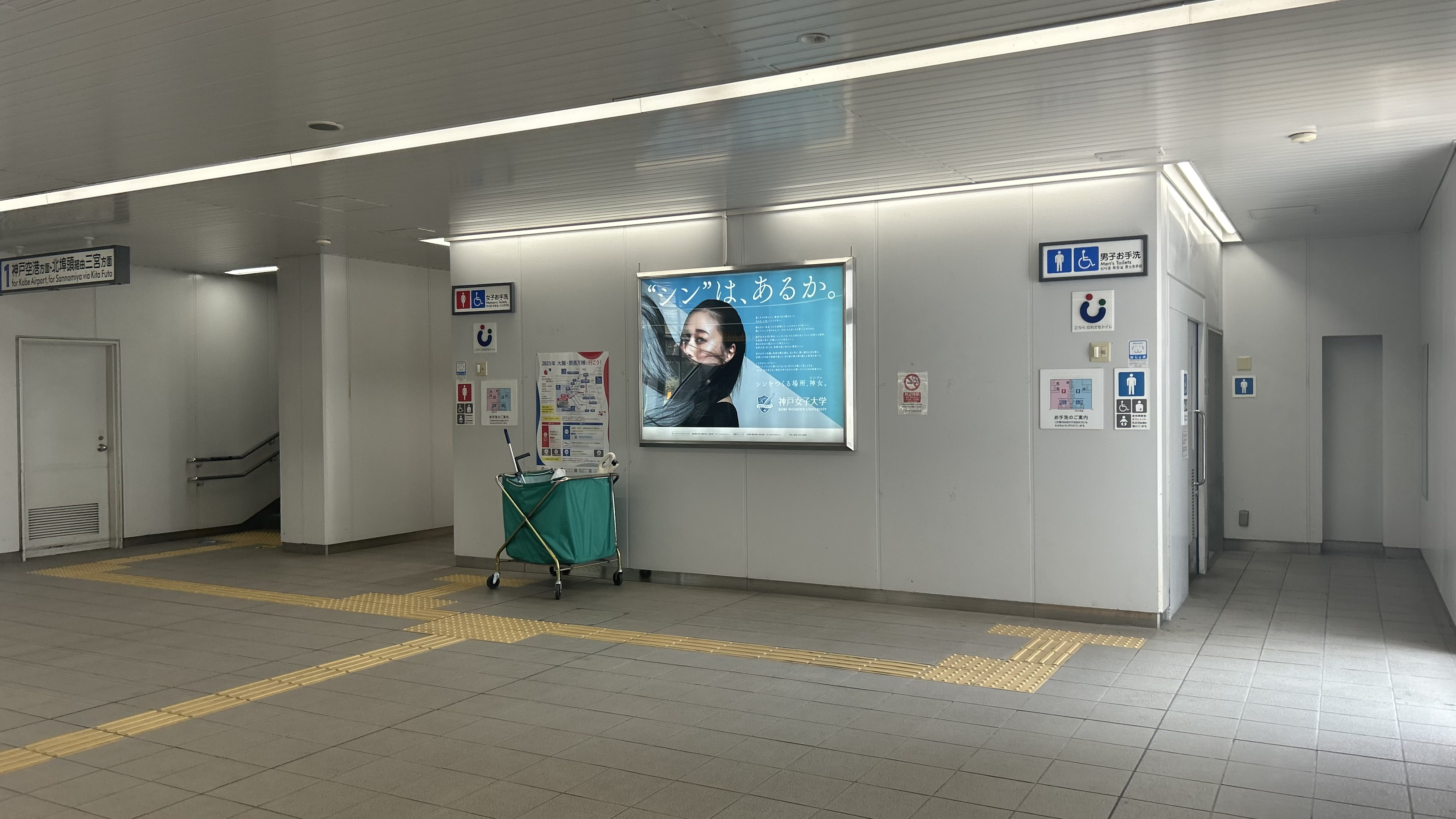
トイレ
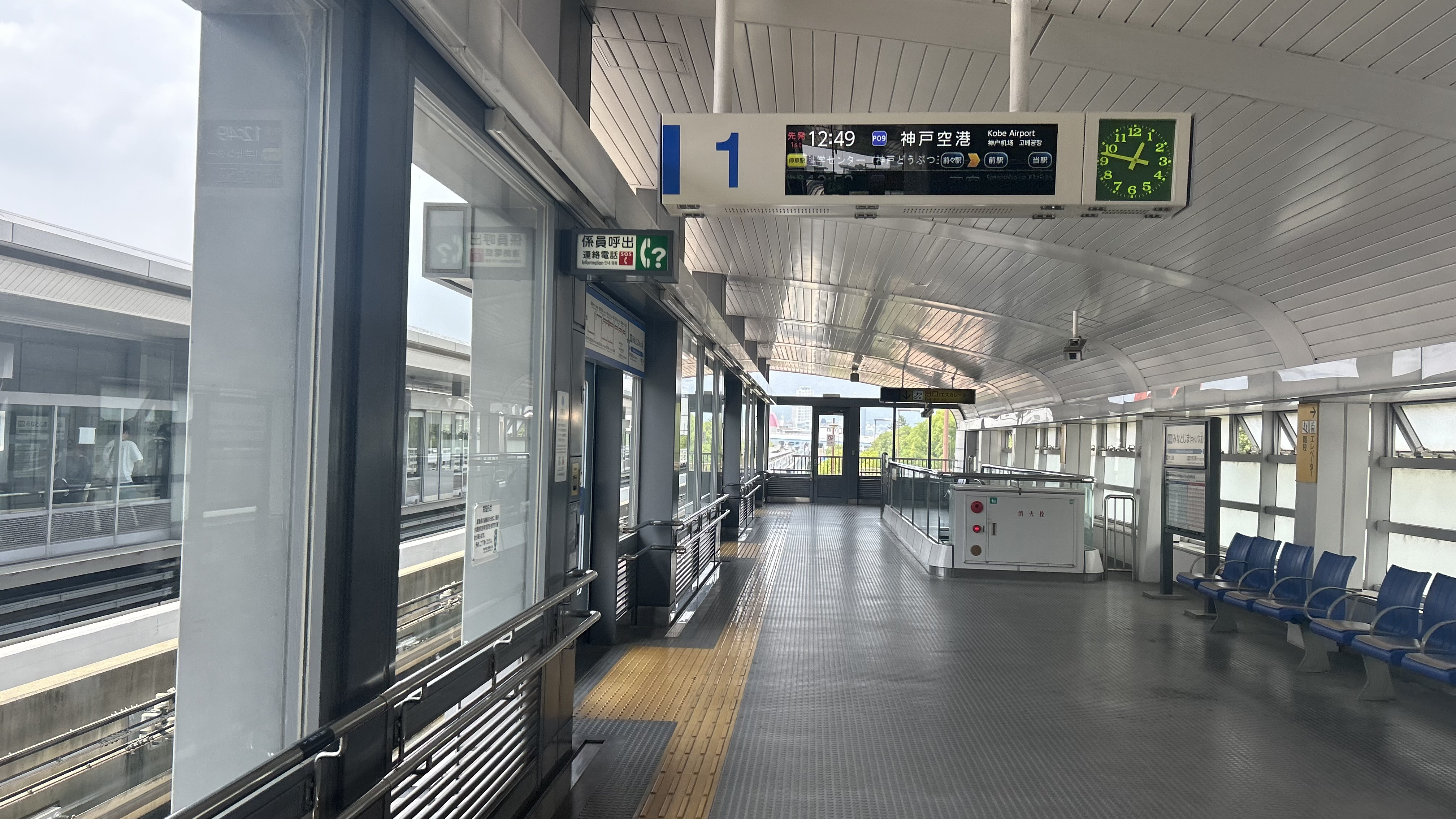
1番線ホーム
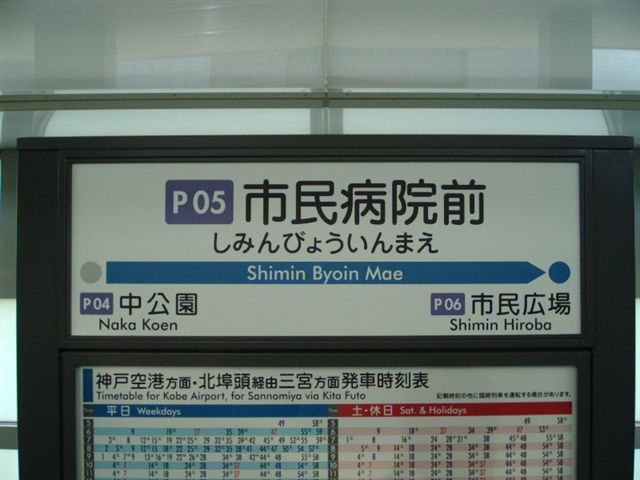
旧駅名標 (1番線)
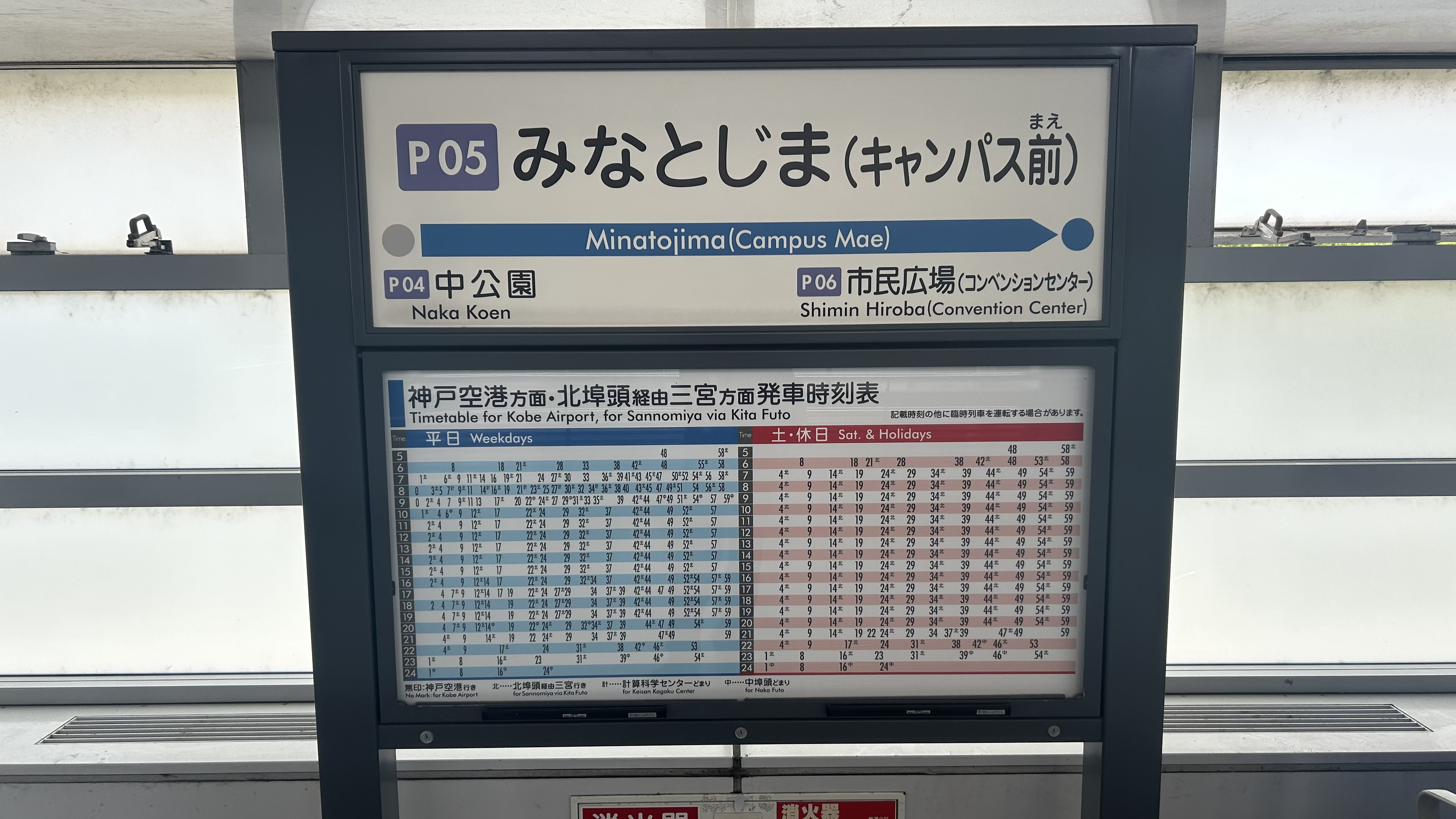
現駅名標 (1番線)
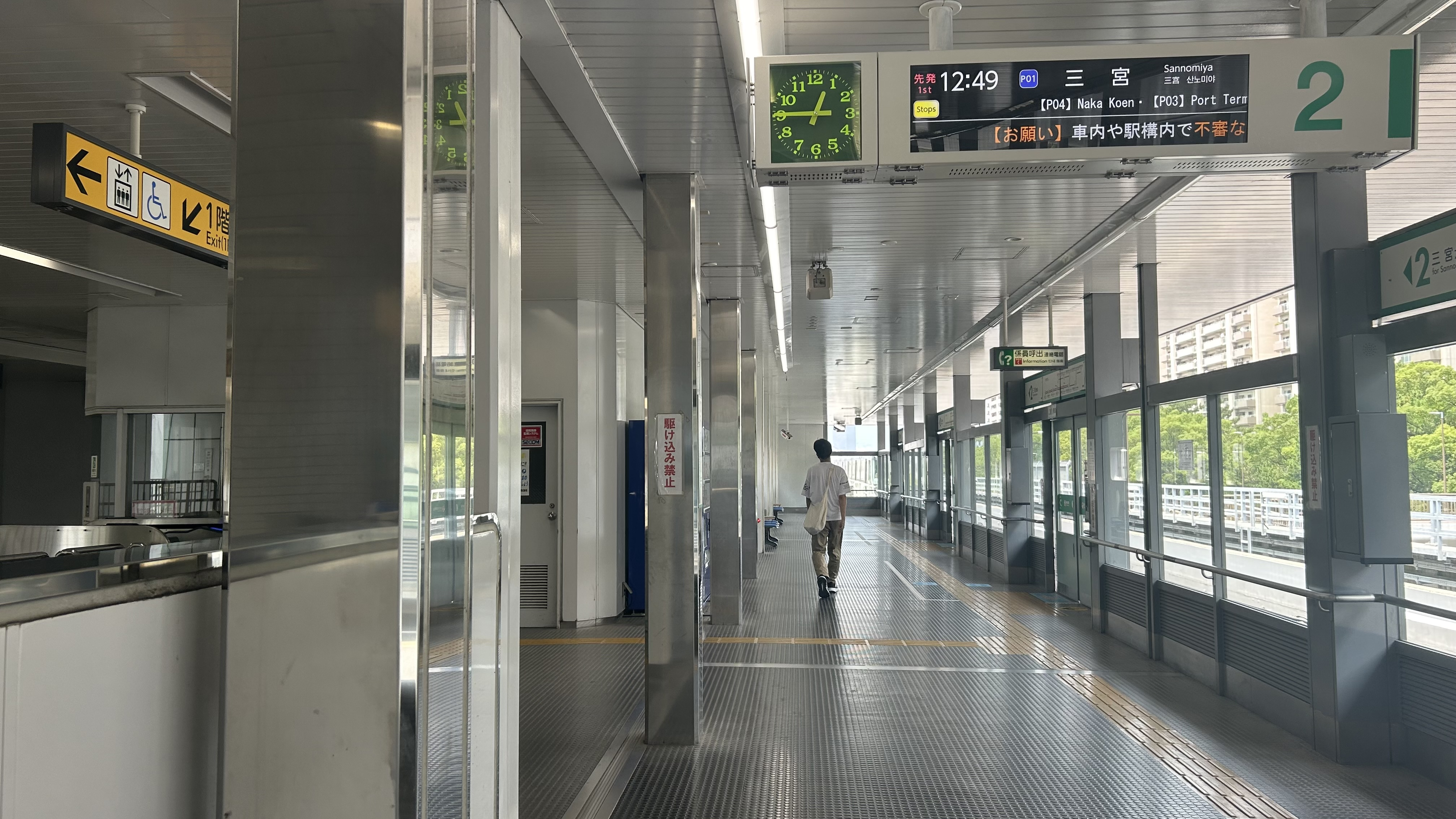
2番線ホーム
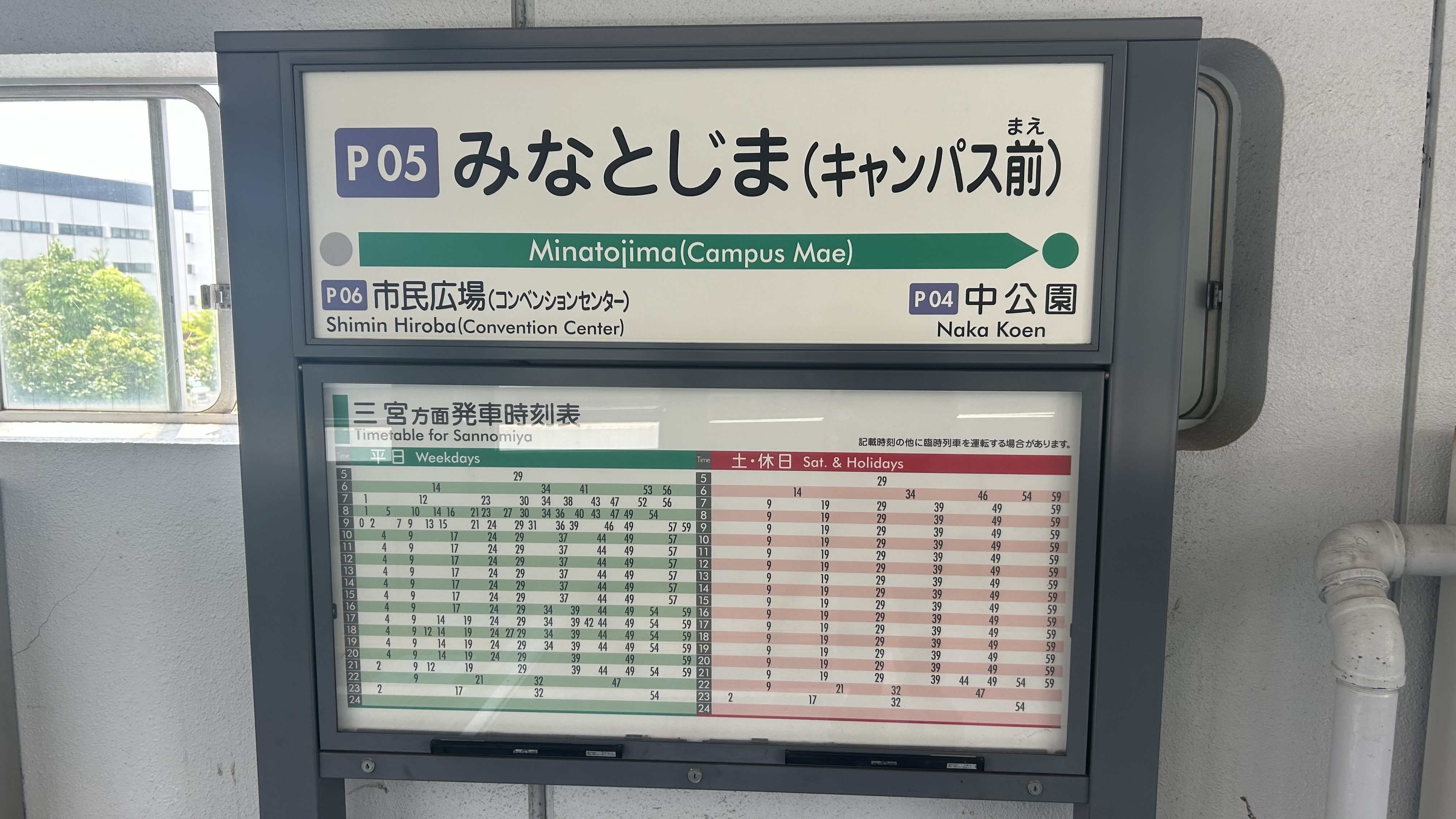
現駅名標 (2番線)

### ダイヤ
下りの日中時間帯は1時間あたり15本発車する。朝ラッシュ時は約2 - 3分間隔で発車する。

## 利用状況
2019年（令和元年）度の1日あたりの平均乗車人員は8,030人で、神戸新交通の駅では第4位、ポートアイランド線では三宮駅に次いで第2位。
1989年（平成元年）以降の年度別1日平均乗車人員の推移は下記の通りである。
| 年度               | 1日平均 乗車人員 |
| ------------------ | ---------------- |
| 1989年（平成元年） | 5,671            |
| 1990年（平成02年） | 4,868            |
| 1991年（平成03年） | 5,482            |
| 1992年（平成04年） | 5,697            |
| 1993年（平成05年） | 6,425            |
| 1994年（平成06年） | 6,268            |
| 1995年（平成07年） | 4,844            |
| 1996年（平成08年） | 5,904            |
| 1997年（平成09年） | 5,178            |
| 1998年（平成10年） | 4,816            |
| 1999年（平成11年） | 5,162            |
| 2000年（平成12年） | 4,467            |
| 2001年（平成13年） | 4,036            |
| 2002年（平成14年） | 3,926            |
| 2003年（平成15年） | 3,932            |
| 2004年（平成16年） | 3,945            |
| 2005年（平成17年） | 4,033            |
| 2006年（平成18年） | 5,000            |
| 2007年（平成19年） | 6,384            |
| 2008年（平成20年） | 6,888            |
| 2009年（平成21年） | 7,425            |
| 2010年（平成22年） | 7,945            |
| 2011年（平成23年） | 6,649            |
| 2012年（平成24年） | 6,260            |
| 2013年（平成25年） | 6,603            |
| 2014年（平成26年） | 6,710            |
| 2015年（平成27年） | 7,328            |
| 2016年（平成28年） | 7,986            |
| 2017年（平成29年） | 8,148            |
| 2018年（平成30年） | 8,252            |
| 2019年（令和元年） | 8,030            |

## 駅周辺
- 神戸学院大学 ポートアイランドキャンパス[1]
- 神戸女子大学・神戸女子短期大学 ポートアイランドキャンパス[1]
- 兵庫医科大学 神戸キャンパス
- 神戸学院大学附属中学校・高等学校
- 一般財団法人 神戸マリナーズ厚生会 ポートアイランド病院（神戸市立医療センター中央市民病院跡地）[1]
- アリストンホテル神戸
- グルメシティ ポートアイランド店（スーパーマーケット）
- トーホー ポートアイランド店　（2024年11月20日閉店）（スーパーマーケット）
- 中埠頭駅（徒歩約10分）

### バス路線
みなとじま駅前バス停（駅東側）
- 神姫バス
  - 三宮駅ターミナル前行き
  - 神戸駅南口行き
  - KIO方面 計算科学センター前経由／MOL行き／青少年科学館行き
  - 中央市民病院方面 イケア神戸経由／イケア神戸行き／MOL行き／KIO行き

## その他
当駅は大阪府内のひらがな表記の駅（なんば駅、あびこ駅、なかもず駅など）とは異なり当駅は「ひらがな表記」が正式名称のため、スルッとKANSAIの印字も「ひらがな表記」となっていた。

## 隣の駅
神戸新交通
■ポートアイランド線（ポートライナー）
中公園駅 (P04) - みなとじま駅 (P05) - 市民広場駅 (P06)